# Elitzur Ashkelon
Maillots
Ironi "Elitzur" Ashkelon (en hébreu : עירוני "אליצור" אשקלון) est un club de basket-ball israélien, localisé à Ashkelon.

## Palmarès
- Winner Cup 2006-2007

## Entraîneurs successifs
- 2003-2006 :  Ariel Beit-Halachmi
- 2009-2011 :  Ariel Beit-Halachmi
- 2013 :  Ariel Beit-Halachmi